# 玛木特 (和卓)
玛木特（Maḥmūd，？—1779年），又作禡木特，号称鄂托兰珠和卓，清朝回部贵族。叶尔羌（今新疆莎车县）人。辅国公额色尹的侄子，木萨的儿子（一说阿里和卓长子）。
玛木特跟随额色尹居伊犁。没有跟随波羅尼都、霍集占（大小和卓，与玛木特都是瑪木特玉素布的玄孙），与阿里和卓的儿子图尔都（容妃的弟弟）随额色尹迁居布鲁特（今柯尔克孜族）聚居区。乾隆二十三年（1758年），霍集占在喀喇乌苏围困清军，额色尹率兵攻打喀什噶尔（今喀什市）。他留居原地照看亲属。乾隆二十四年（1759年），至阿克苏拜见兆惠，请归附清朝。次年，进京朝见乾隆帝，授札萨克一等台吉，留京，为居京“八回爵”之一。